# Karsdorf (Saksonia-Anhalt)
Karsdorf (do 1937 Carsdorf)  – miejscowość i gmina w Niemczech, w kraju związkowym Saksonia-Anhalt, w powiecie Burgenland, wchodzi w skład gminy związkowej Unstruttal.